# Церковь Воскресения Христова (Цюрих)
Церковь Воскресения Христова (нем. Russisch-orthodoxen Auferstehungskirche) — храм Корсунской епархии Русской Православной Церкви, находится в Цюрихе.
При приходе открыта воскресная школа, социальная служба, молодёжно-семейный клуб, курсы русского языка как иностранного с изучением церковнославянского.

## История
В середине 1930-х годов Цюрихский приход Русской Зарубежной Церкви постигли нестроения — по сообщению митрополита Евлогия (Георгиевского): «начались раздоры из-за места священника о. Владимира Гусева, скромного и усердного пастыря, стяжавшего крепкие симпатии среди прихожан. О. Гусев был несправедливо обижен архиепископом Серафимом [Лукьяновым] и насильственно переведён из Цюриха, несмотря на защиту и ходатайство за него прихожан. Эти пререкания между прихожанами и архиепископом Серафимом закончились тем, что священник вместе с большинством своих прихожан перешёл в мою юрисдикцию. Противно вспоминать, к каким недостойным мерам прибегали его враги, чтобы не пустить о. Гусева в Цюрих».
Таким образом, в 1936 году священник с большинством паствы образовал Воскресенский приход митрополита Евлогия, пребывавшего тогда в юрисдикции Константинопольского Патриархата. В 1945 году митрополит Евлогий принял решение о воссоединении с Московским Патриархатом. Несмотря на то, что после смерти митрополита Евлогия большинство его клира и паствы пожелали остаться в Константинопольском Патриархате, Воскресенский приход в Берне сохранил Верность Русской православной церкви.
Приход ютился в двухкомнатной квартире на первом этаже обычного жилого дома по ул. Kinkelstrasse, 36: «В одной комнатке, поменьше, был свечной ящик, и она же являлась трапезной, а вторая — собственно храмом, где был небольшой скромный иконостас».
В 1946 года вторым священником приходы становится игумен Серафим (Родионов). В 1949 году протоиерей Владимир Гусев был назначен на служение в Гаагу, а настоятелем Цюрихского прихода становится игумен Серафим, прослуживший его настоятелем 45 лет. При нём прихожанами стали и коренные швейцарцы. По словам протоиерея Игоря Батова: «поколение основателей прихода уже уходило, Владыка Серафим понял, что надо привлекать швейцарцев. Он был миссионерски открыт и считал, что не случайно русские православные люди оказались в эмиграции, видел в этом промыслительное значение: открыть Православие для западных людей. И Владыка активно занимался проповедью среди швейцарцев, приведя очень многих к вере».
На рубеже 1980-х — 1990-х годов Воскресенский приход стал очень малочисленным. В начале 1990-х годов картина изменилась, за рубежом оказались миллионы выходцев из распавшегося СССР, и часть из них осела в Швейцарии.

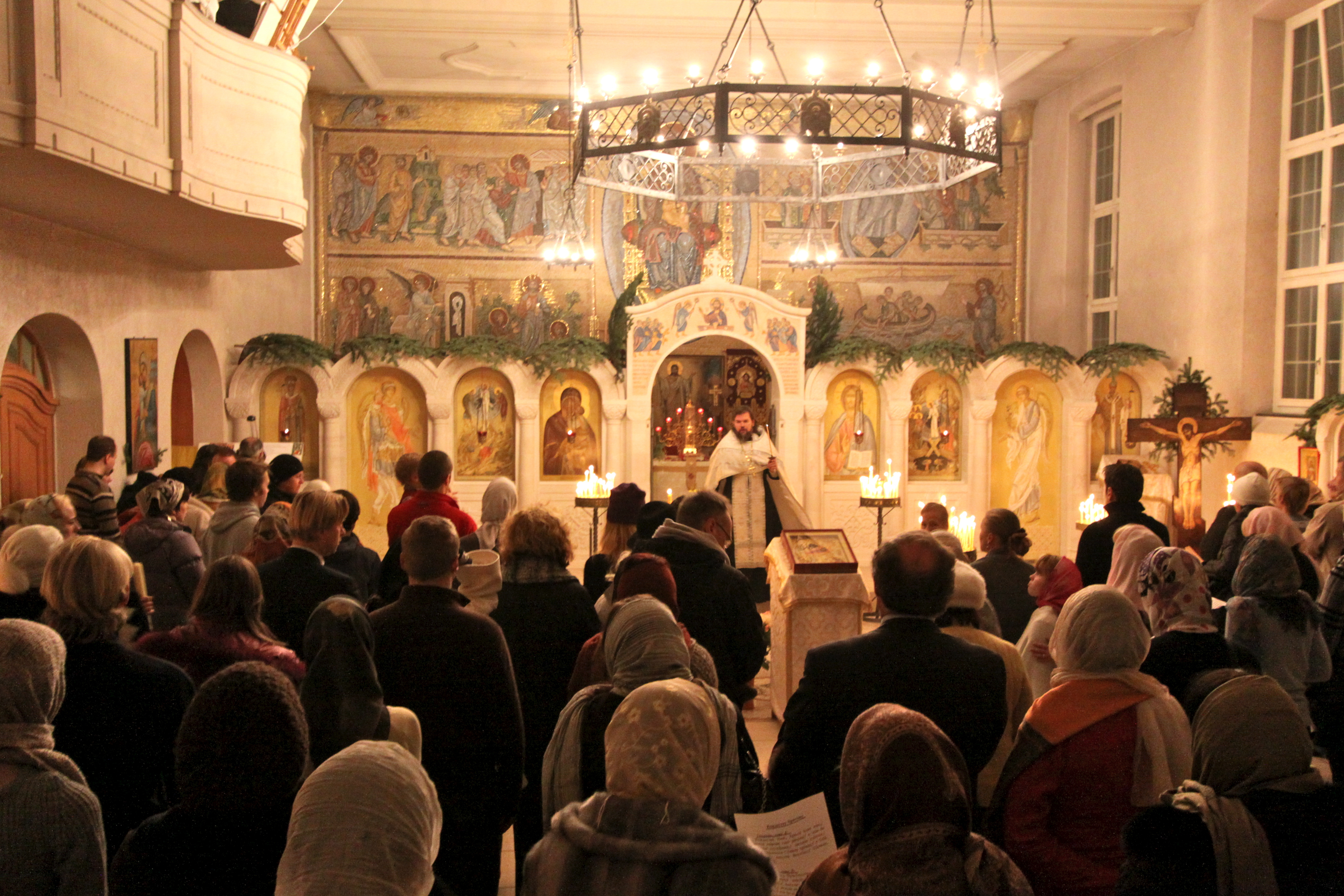
Рождественское богослужение в храме. 7 января 2010 года

В 2001 году приходом было приобретено отдельное здание, в котором были проведены необходимые ремонтные работы: установлен иконостас (архитектор Ирина Родионова), написаны иконы (иконописец Елена Шахматова), алтарную часть и потолок украсила мозаика (художник Александр Корноухов), крышу увенчал русский луковичный купол с керамическим лемехом и позолоченным крестом. В здании были обустроены помещения для проведения выставок и семинаров и детского центра «Матрёшка».
15 декабря 2002 года митрополит Смоленский и Калининградский Кирилл (Гундяев) в сослужении архиепископа Корсунского Иннокентия (Васильева) совершил Великое освящение нового храма и первую божественную литургию в нём. В качестве почётных гостей на освящении храма присутствовали Посол России в Швейцарии Д. Д. Черкашин, Посол Белоруссии в Швейцарии В. Р. Королёв, Постоянный Представитель Белоруссии при ООН С. Ф. Алейник, представители местных органов власти Швейцарии, Сербской и Румынской Православных Церквей.
С 25 по 27 ноября 2011 года прошли торжественные мероприятия, посвящённые 75-летию прихода Воскресения Христова в Цюрихе. Торжества были предварены концертами хора Московских духовных школ в Женеве, Берне и Цюрихе. Богослужения в храме совершили архиепископ Виленский и Литовский Иннокентий (Васильев), архиепископ Верейский Евгений (Решетников), архиепископ Егорьевский Марк (Головков), епископ Корсунский Нестор (Сиротенко), епископ Женевский и Западно-Европейский Михаил (Донсков), православные священники из Швейцарии и священники, прибывшие на торжества из Москвы.
7 декабря 2016 года литургию в храме в сослужении девяти иерархов возглавил Патриарх Кирилл.

## Настоятели
- Владимир Гусев (1936—1949)
- Серафим (Родионов) (1949 — ок. 1988)
- Гурий (Шалимов) (11 сентября 1988 — 29 января 1991)
- Косма (Бюхль) (1991—1995), окормляющий, настоятель Прокопиевского храма в Констанце
- Венедикт (Кантерс) (17 ноября 1995 — 18 июля 1999)
- Олег Батов (18 июля 1999 — 10 октября 2009)
- Иоанн Лапидус (10 октября 2009 — 16 марта 2012)
- Михаил Земан (с 16 марта 2012)